# Littérature en picard
La littérature de langue picarde est apparue à la fin du Moyen Âge.

## Principaux auteurs ou œuvres en langue picarde

### Moyen Âge
- - Séquence de sainte Eulalie (c. fl. 880)
- Le Châtelain de Coucy, trouvère - Laon (?-1203)
- Conon de Béthune, trouvère - Béthune (c. 1150-c. 1219)
- Robert de Clari, écrivain - Péronne (c. 1170-c. 1216)
- Hélinand de Froidmont, poète – Beauvaisis (c. 1160-1230)
- Jean Bodel, trouvère - Arras (1165-1210)
  - Aucassin et Nicolette, fable anonyme de la fin XIIe siècle ou début du XIIIe siècle
- Richard de Fournival, écrivain - Amiens (1201-1260)
- Raoul de Houdenc, poète et trouvère – Beauvaisis ? (c. 1165-c. 1230)
- Philippe de Rémy sire de Beaumanoir, poète – arrondissement de Compiègne (1210-1265)
- Adam de la Halle, trouvère - Arras (c. 1240-c. 1287)
- Alexandre du Pont, écrivain - Laon (XIIIe siècle)
- Jacques de Cambrai, trouvère - Cambrai (c. fl. 1260-1280)
- Girart d'Amiens, écrivain - Amiens (c. fl. 1280-1303)
- Jacquemart Giélée, poète - Lille (c. fl. 1288)
- Watriquet de Couvin, ménestrel - Namur (fl. 1319-1329)
- Jean Froissart, chroniqueur - Valenciennes (c. 1337-c. 1404)
  - roman Ysaÿe le Triste (début du XVe siècle)
- Jean Molinet, chroniqueur et poète - Boulonnais (1435-1507)
- Bucarius, chroniqueur - Saint-Pol-sur-Ternoise (XVe siècle)

### Littérature picarde moderne
- Pierre-Louis Gosseu, pamphlétaire - Saint-Quentin (1793-1871)
- Hector Crinon, poète – Vermandois (1807-1870)
- Édouard Paris, écrivain – Amiens (1814-1874)
  - traduction S'Sint Evanjil s'lon Sin Matiu
- Théophile Denis, poète - Douai (1829-1908)
- Jules Watteeuw, poète – Tourcoing (1849-1947)
- Édouard David, poète et écrivain – Amiens (1863-1932)
- Jules Mousseron, poète – Denain (1868-1943)
- Philéas Lebesgue, poète – Canton de Marseille-en-Beauvaisis (1869-1958)
- Géo Libbrecht, poète – Tournai (1891-1976)
- Henri Tournelle, dramaturge – Borinage (1893-1961)
- Léopold Simons, poète, peintre, caricaturiste, comédien et réalisateur - Lille (1901-1979)
- Robert Delcourt, écrivain et auteur dramatique – Borinage (1902-1967)
- Robert Boyaval, poète - Douai (1923-2002)
- Paul André, poète - Tournai (1941-2008)
- François Beauvy, nouvelliste - Beauvais (1944-)
- Jean-Marie François (pcd), contes - Abbeville (1946-)

### Poésie picarde contemporaine
- Pierre Garnier, poète – Amiens (1928-2014)
- Lucien Suel, poète – Artois (1948-)
- Jean-Marie Kajdanski (pcd), poète - Hainaut
- Ivar Ch'Vavar, poète – Berck (1951-)
- Konrad Schmitt (pcd), poète - Buire-le-Sec (1955-)
- Christian Edziré Déquesnes (pcd), chanteur et poète – Douai (1956-)
- Alain Marc, poète, lectures publiques – Beauvais (1959-)

### Livres
- Jacques Darras (dir), Jacqueline Picoche, René Debrie, Pierre Ivart, La Forêt Invisible, Au nord de la littérature française, le picard, éd. des Trois-Cailloux, Amiens, 1985,  (ISBN 2903082200)
- François Beauvy, La Littérature de l’Oise en langue picarde du XIIe s. à nos jours, Office Culturel Régional de Picardie, 2005
- Fernand Carton, La Littérature picarde aux siècles « classiques » (17e et 18e siècles), Office Culturel Régional de Picardie, 2007
- François Beauvy, La Littérature picarde du Beauvaisis et du Compiégnois, XIIe – XXIe siècle,  Agence régionale de la langue picarde, Amiens, 2019, 155 p.,  (ISBN 978-2-9568821-1-4)

(voir aussi les études sur la littérature en langue picarde d'Ivar Ch'Vavar et les livres sur la Picardie de Pierre Garnier)

### Plaquettes
- Yataalii, Six "chanteurs" de Picardie (textes de Pierre Garnier, Lucien Suel, Ivar Ch'Vavar, Konrad Schmitt (pcd), Christian-Edziré Déquesnes, Olivier Engelaere), supplément revue le Jardin ouvrier n° 29, Amiens, juil. 2001.
- Ed Padzeur ell àyure... Pierre Garnier et ses amis picards (textes de Pierre Garnier, Lucien Suel, Ivar Ch'Vavar, Konrad Schmitt (pcd), Ch. Edziré Déquesnes, Alain Marc, etc.), coll. « Ré-apparitions », supplément revue Passages n° 6 à l'occasion de la soirée à la Galerie nationale de la tapisserie, Saint-Amand-les-Eaux, sept./oct. 2007.

### Revues
Les revues L'Invention de la Picardie, Le Jardin ouvrier, Ffwl, L'Enfance, BASEMENTS-Ffwl, Passages, Kminchmint, La Passe et Le Moulin des loups ont publié des poèmes contemporains en langue picarde.

## Liens wikisources
| logo Wikisource | • Portail:Littérature de langue picarde sur fr.Wikisource |

• Page principale:Picard (littérature en picard et autres) sur Wikisource